# جيمس إدوارد ماسيو وست
جيمس إدوارد ماسيو وست (بالإنجليزية: James Edward Maceo West)‏ (و. 1931 – م) هو مهندس من الولايات المتحدة الأمريكية . وهو عضواً في الأكاديمية الوطنية للهندسة .

## جوائز
حصل على جوائز منها:
- قلادة العلوم الوطنية الأمريكية في مجال التكنولوجيا والإبتكار (2006)
- وسام بنجامين فرنكلن.